# Aristolochia pubescens
Aristolochia pubescens là một loài thực vật có hoa trong họ Aristolochiaceae. Loài này được Willd. ex Duch. mô tả khoa học đầu tiên năm 1864.